# Regmatodon gracillimus
Regmatodon gracillimus är en bladmossart som beskrevs av Jean Édouard Gabriel Narcisse Paris 1898. Regmatodon gracillimus ingår i släktet Regmatodon och familjen Regmatodontaceae. Inga underarter finns listade i Catalogue of Life.